# Rhypotoses dysbata
Rhypotoses dysbata är en fjärilsart som beskrevs av Collenette. Rhypotoses dysbata ingår i släktet Rhypotoses och familjen tofsspinnare. Inga underarter finns listade.